# 巴尔德内夫罗德洛斯瓦列斯
巴尔德内夫罗德洛斯瓦列斯，是西班牙卡斯蒂利亚-莱昂巴利亚多利德省的一个市镇。总面积42平方公里，2001年普查人口總數為215人，人口密度為每平方公里5人。